# Cola Minis
Nicolaas „Cola“ Theodorus Jean Pierre Minis (* 9. Dezember 1912 in Heerlen, Niederlande; † 12. April 1988 in Amsterdam, Niederlande) war ein niederländischer Germanist und Mediävist.

## Werdegang
Nicolaas „Cola“ Minis, Sohn von Ida van Kan und Johannes Hubertus Antonius Minis, einem Holzeinkäufer bei den staatlichen Kohlebergwerken, wurde 1912 während der Regierungszeit von Königin Wilhelmina in der Provinz Limburg geboren. Seine Kindheit war vom Ersten Weltkrieg überschattet. Über seine Jugendjahre ist nicht viel bekannt. 1934 machte er sein Abitur am städtischen Gymnasium in Maastricht. Die letzten Jahre seiner Schulzeit war von der Weltwirtschaftskrise überschattet. Von 1934 bis 1940 studierte er Germanistik an der katholischen Universität Nijmegen. Seine Nebenfächer in dieser Zeit waren Psychologie und Geschichte des Mittelalters. 1938 machte er sein Diplom (Kandidaatsexamen) und 1940 legte er seine Dissertation (Doctoraalexamen) ab.
Während der deutschen Besatzung im Zweiten Weltkrieg war er von 1940 bis 1945 Lehrer für Deutsch in Sittard. In dieser Zeit heiratete er 1941 Marie-Thérèse Josephine Bernardine Hendrix. Von 1945 bis 1956 war er Lehrer für Deutsch in Rotterdam. Während dieser Zeit promovierte er 1946 in Lüttich. Dabei verfasste er eine Arbeit zu dem Roman d’Énéas von Heinrich von Veldeke. Von 1956 bis 1958 war er Dozent am Lehrerausbildungsinstitut der Katholieke Leergangen in Tilburg und von 1958 bis 1960 Dozent an der Philipps-Universität Marburg. Danach war er von 1960 bis 1963 Professor für Ältere deutsche Literatur an der Universität Gent und von 1963 bis 1983 ordentlicher Professor für Ältere deutsche Literatur, seit 1969 für Gotische Sprache und Ältere germanische Sprach- und Literaturwissenschaften an der Universität von Amsterdam. Von 1965 bis zum Wintersemester 1966/1967 fungierte er als Lehrstuhlvertretung an der Rheinischen Friedrich-Wilhelms-Universität Bonn und hatte dann von 1976 bis 1978 eine Gastprofessur dort. Ferner hatte er eine Anstellung als Gastdozent an der Universität Salzburg und war korrespondierendes Mitglied des Instituts für Deutsche Sprache (IDS) in Mannheim. 1983 ging er in den Ruhestand.

## Forschungs- und Lehrschwerpunkte
- Althochdeutsche (Ahd.) und Mittelhochdeutsche (Mhd.) Literatur- und Sprachwissenschaften
- Gotisch
- Altfranzösische Literatur